# Gravure au carborundum
 (décembre 2014).
La gravure au carborundum est une technique de gravure, inventée par l'artiste Henri Goetz avec l'aide de son ami Eric Schaeffer, graveur amateur, qui consiste à coller les grains polyédriques très durs de carbure de silicium sur la matrice en dessinant des formes et en combinant le calibre des grains et la densité de leur distribution avant de les coller.
Le carbure de silicium (carborundum) est un abrasif artificiel en poudre. Il est obtenu en chauffant à haute température du charbon en poudre avec de la silice jusqu'à ce que le mélange cristallise en cristaux hexagonaux. Il résiste aisément à l'usure et à la pression au moment de l'encrage et de l'estampage car il est extrêmement dur (entre 9 et 10 sur l'échelle de Mohs). Ses grains sont de différents calibres. Il existe en deux couleurs : le vert, plus dur et plus pur, employé pour les abrasifs rigides, et le noir pour les abrasifs souples. Pour la gravure, ces grains abrasifs sont mélangés avec des bases adhésives qui vont les fixer au support. Ces grains étant rugueux, chacun retient l'encre et donne sur l'estampe un point noir. Il est le matériau parfait pour créer des demi-teintes.
Différents tons de gris sont obtenus en fonction du calibre des grains ou de la densité des pulvérisations.

## Historique de l'invention
Selon Lorraine Bénic, massière et professeur à l'Académie Goetz dans les années 1960, les recherches d'Henri Goetz sur les procédés de gravure à base de carborundum permettant de se passer des acides et de réduire les temps d'attente commencent en 1966 et s'inscrivent dans le sillage des travaux de Pierre Roche qui utilise la technique de la gypsographie et surtout de James Guitet qui utilise la technique de la collagraphie.

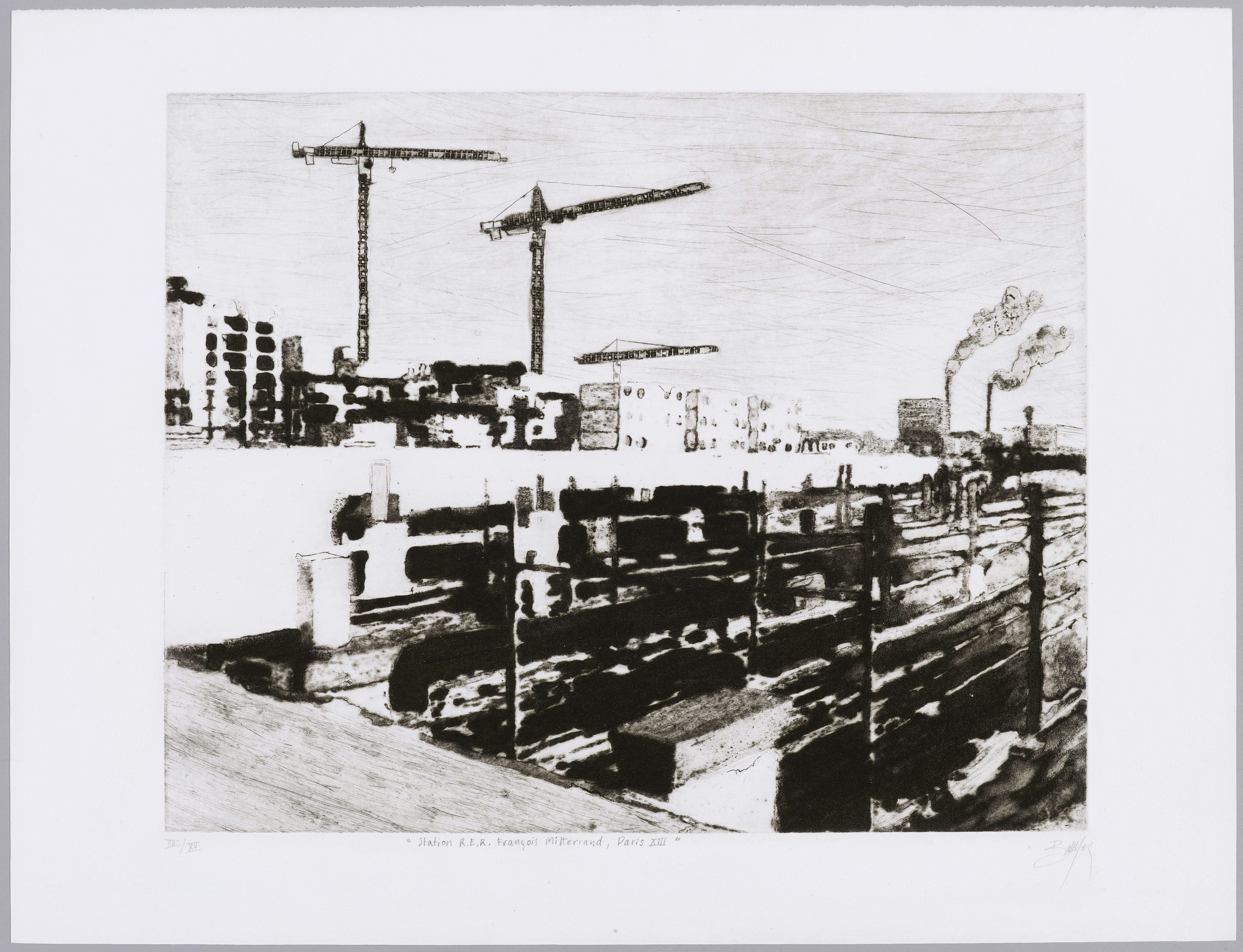
Gravure au carborundum

## Le principe
Au contraire de la gravure classique, où il faut creuser un support d'impression, la gravure au carborundum consiste à déposer sur le support d'impression des grains de carborundum d'une taille qui peut varier, fixés sur le support et liés entre eux par un liant, un vernis ou un adhésif.

« C'est ce grain une fois fixé sur la planche qui va retenir l'encre comme le fait le creux de la taille-douce. […] Les parties de la gravure qui comportent le carborundum vont donc former une surface composée d'une multitude d'aspérités très acérées et très rapprochées les unes des autres. Les creux formés entre ces aspérités vont donc retenir l'encre de façon plus ou moins intense suivant que les grains sont plus ou moins gros ou plus ou moins rapprochés. »

## Calibre des grains
Les grains sont classés en deux grands groupes en fonction de leur taille. Le calibre des macrograins varie de 12 à 220, celui des micrograins de 240 à 2 500.
Les calibres conseillés sont ceux compris entre 150 et 320. Les calibres 220 et 240 sont les plus pratiques car sur l'estampe, ils donnent les meilleurs dégradés et les noirs les plus intenses. Il est conseillé d'éviter les calibres situés entre 30 et 80 car ils correspondent à des grains très gros, qui, en créant des effets de relief et de matière, donnent un résultat sans nuance et exagéré.

## Adhésifs
Leur but est de faire adhérer les grains entre eux et sur le support. Selon le type d'adhésif utilisé, l'impression de relief change.
Il est conseillé d'utiliser le vernis marin ou le vernis polyuréthane, qui sont très résistants. Il vaut mieux les appliquer avant d'estamper en couches diluées pour donner au carborundum plus de résistance, de consistance et de protection. On applique les couches successives de vernis marin au pinceau ou à l'aérographe. Plus les couches sont nombreuses, plus la surface est douce et lumineuse.
Les colles vinyliques peuvent être utilisées mais elles ont une résistance nettement inférieure.
Pour obtenir des formes en relief, on mélange le carbure de silicium à des bases crémeuses. Les résines époxyde ont une résistance remarquable, mais elles sont plus difficilement manipulables en raison de leur épaisseur. L'avantage réside dans leur rapidité à durcir si elles sont en contact avec une source de chaleur (radiateur, séchoir ou chalumeau). Elles sont idéales pour créer des reliefs réguliers. Le mastic bouche-fentes est moins résistant mais il est plus ductile et plus facile à travailler. Une couche de vernis marin est toujours nécessaire. Le mastic polyester doit être rapidement travaillé. Mais il est très facilement utilisé pour créer des formes en relief.

## Techniques
Deux types de techniques sont envisageables :
- la première technique utilise un mélange pâteux d'adhésif et de carborundum préparé à la spatule. Les variations de tons sont en lien avec les quantités utilisées de carborundum et de base adhésive. Cette technique est préconisée lors de l'utilisation de gros grains car tous les grains sont bien imprégnés d'adhésif et restent bien collés entre eux et sur le support ;
- la seconde technique réside dans la pulvérisation de carborundum. Il s'agit de peindre directement sur un support recouvert d'adhésif à séchage lent. Sur l'adhésif encore frais, le carborundum est pulvérisé. Les quantités de carbure de silicium sont plus ou moins élevées en fonction des tons de gris souhaités. Au bout d'une journée, le support est retourné pour faire tomber tout le carborundum non collé. Les grains mal collés peuvent être enlevés avec un pinceau sec à poils durs. Ensuite, il est appliqué au pinceau ou à l'aérographe une pellicule fine de vernis marin dissous à 50 % dans du trichloréthylène qui servira de fixateur. Il faut faire disparaître la porosité de la partie sur laquelle on veut pulvériser le carborundum. L'intérêt de cette technique réside dans sa possibilité d'obtenir des effets plus subtils et délicats qu'avec la première technique. Son emploi est préconisé pour obtenir des noirs absolus et réguliers, d'apparence veloutée et sans relief ou des fonds aux tons irréguliers car il est facile de contrôler visuellement les dégradés.

## Artistes notables
- Yves Alcaïs (né en 1938).
- Georges Brisson (1902-1980).
- Philippe Charpentier (né en 1949).
- Antoni Clavé (1913-2005).
- James Coignard (1925-2008).
- Pierre Courtin (1921-2012).
- Dikran Daderian (né en 1929).
- Frédéric Fenollabbate (né en 1959).
- Carles Gabarró (né en 1956).
- Henri Goetz (1909-1989).
- Henri Guibal (né en 1947).
- Serge Hélénon (né en 1934).
- Ben-Ami Koller (1948-2008).
- Hélène Laffly (1936-2014).
- Raoul Lazar (ne en 1938).
- André Masson (1896-1987).
- Jan Meyer (1927-1995)[3]
- Osanne (née en 1934).
- Max Papart (1911-1994).
- Marie-Marguerite Petetin (née en 1933).
- Claude Raimbourg (né en 1935).